# Wykładowca

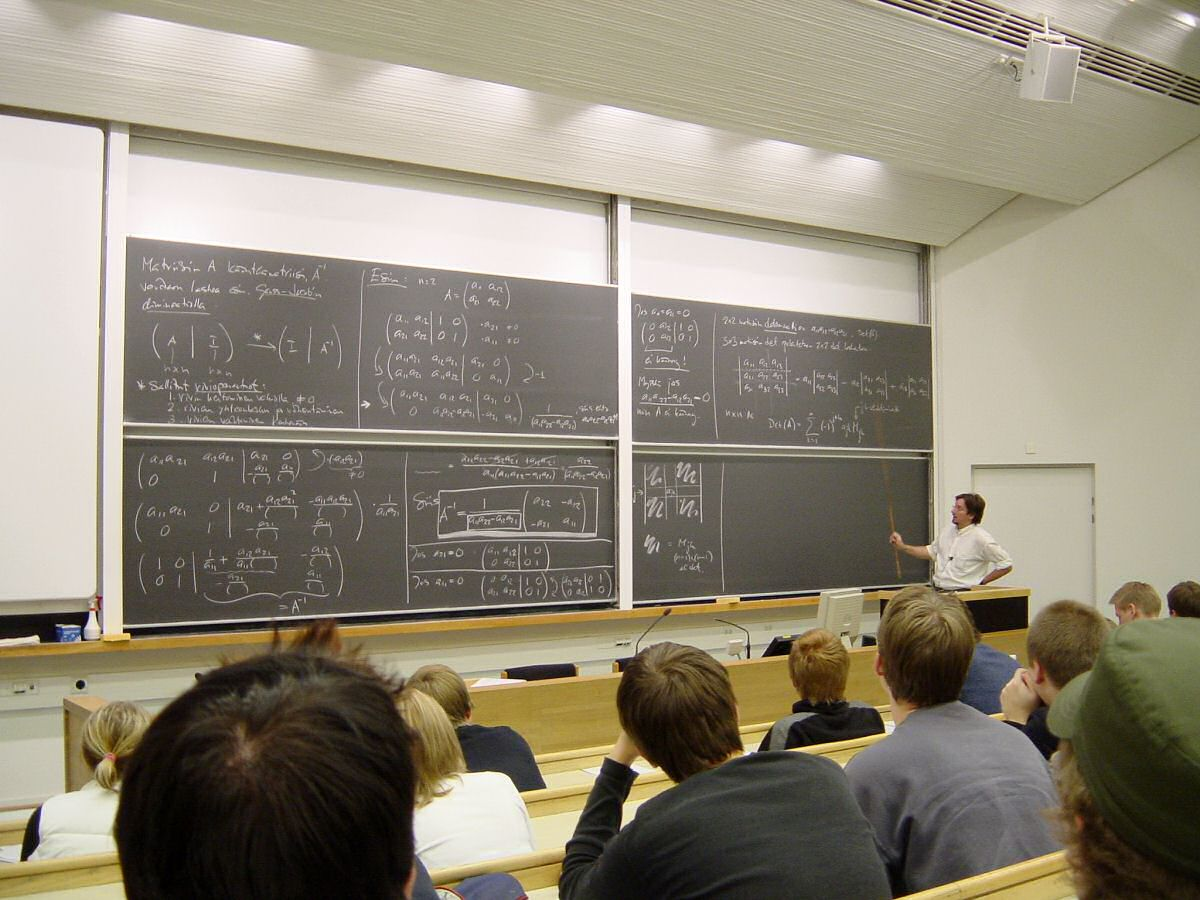
Wykład na temat algebry liniowej

Wykładowca – osoba, która przedstawia wykładnię tematu z zakresu przedmiotu (np. kursu akademickiego) poprzez wykład zamknięty lub otwarty na wyższej uczelni, kursach itp.
Termin ten może dotyczyć też stanowiska akademickiego. W odróżnieniu od asystenta wykładowca zazwyczaj nie jest zobowiązany do prowadzenia badań naukowych i koncentruje się wyłącznie na dydaktyce.